# 遊戲研究
遊戲研究，或稱遊戲理論，也称为游戏学（英語：Ludology），是以批判角度研究遊戲的學科。它的主要研究主題包含遊戲設計、玩家以及玩家在社會文化中的角色。遊戲研究是一門跨領域的學科，其主要研究者來自廣泛不同的學科背景，包含電腦科學、心理學、社會學、人類學、哲學、藝術、文學、傳播以及神學。
如其他媒體學科，像電視或電影研究，遊戲研究通常使用內容分析法以及觀眾理論。但遊戲研究通常使用比電視、電影研究等更為廣泛的研究方法，從人文以及社會科學等學門整合不同的方法。